# Torneo Regional del Noroeste 2007
El Torneo Regional del Noroeste 2007 fue la novena edición de la competición regional de rugby del noroeste Argentino. Con clubes de la Unión de Rugby de Tucumán, Jujuy, Salta y Santiago del Estero en 3 categorías.
Universitario (T) se consagró campeón al vencer a Cardenales en la final.

## Forma de disputa
Se jugó una primera fase, dividida en dos zonas a dos ruedas todos contra todos, entre 18 equipos donde los primeros 4 primeros de cada zona clasificaron a la fase final.

## Equipos
| Unión                      | Equipo               | Ciudad                |
| -------------------------- | -------------------- | --------------------- |
| Unión de Rugby de Tucumán  | Cardenales           | San Miguel de Tucumán |
| Unión de Rugby de Tucumán  | Universitario        | San Miguel de Tucumán |
| Unión de Rugby de Tucumán  | Huirapuca            | Concepción            |
| Unión de Rugby de Tucumán  | Jockey Club          | Yerba Buena           |
| Unión de Rugby de Tucumán  | Tarcos               | San Miguel de Tucumán |
| Unión de Rugby de Tucumán  | Natación y Gimnasia  | San Miguel de Tucumán |
| Unión de Rugby de Tucumán  | Lawn Tennis          | San Miguel de Tucumán |
| Unión de Rugby de Tucumán  | Tucumán Rugby        | Yerba Buena           |
| Unión de Rugby de Tucumán  | Bajo Hondo           | San Miguel de Tucumán |
| Unión de Rugby de Tucumán  | Lince                | San Miguel de Tucumán |
| Unión de Rugby de Tucumán  | Corsarios            | Tafí Viejo            |
| Unión de Rugby de Salta    | Gimnasia y Tiro      | Salta                 |
| Unión de Rugby de Salta    | Jockey Club          | Salta                 |
| Unión de Rugby de Salta    | Tigres               | San Lorenzo           |
| Unión de Rugby de Salta    | Universitario        | Salta                 |
| Unión de Rugby de Salta    | Tiro Federal         | Salta                 |
| Unión Santiagueña de Rugby | Old Lions            | Santiago del Estero   |
| Unión Santiagueña de Rugby | Santiago Lawn Tennis | Santiago del Estero   |

### Distribución geográfica de los equipos
| Jurisdicción                     | Cant. | Equipos |
| -------------------------------- | ----- | --- |
| Provincia de Tucumán             | 11    | Universitario, Lawn Tennis, Los Tarcos,Tucuman Rugby, Huirapuca, Cardenales, Lince, Natación y Gimnasia, Jockey Club Corsarios y Bajo Hondo |
| Provincia de Salta               | 5     | Jockey Club, Universitario, Gimnasia y Tiro, Tigres y Tiro Federal                                                                          |
| Provincia de Santiago del Estero | 2     | Old Lions y Santiago Lawn Tennis |

## Primera fase

### Zona A
| Pos. | Equipo               | Encuentros | Encuentros | Encuentros | Encuentros | Puntos |
| Pos. | Equipo               | PJ         | PG         | PE         | PP         | Puntos |
| ---- | -------------------- | ---------- | ---------- | ---------- | ---------- | ------ |
| 1.º  | Lawn Tennis          | 16         | 14         | 0          | 2          | 66     |
| 2.º  | Huirapuca            | 16         | 13         | 1          | 2          | 66     |
| 3.º  | Tucumán Rugby        | 16         | 11         | 0          | 5          | 63     |
| 4.º  | Natación y Gimnasia  | 16         | 10         | 1          | 5          | 52     |
| 5.º  | Jockey Club de Salta | 16         | 10         | 0          | 6          | 49     |
| 6.º  | Lince                | 16         | 6          | 0          | 10         | 34     |
| 7.º  | Gimnasia y Tiro      | 16         | 4          | 0          | 12         | 20     |
| 8.º  | Tiro Federal         | 16         | 3          | 0          | 13         | 18     |
| 9.º  | Corsarios            | 16         | 0          | 0          | 16         | 0      |

|  | Clasificados a la fase final |

### Zona B
| Pos. | Equipo               | Encuentros | Encuentros | Encuentros | Encuentros | Puntos |
| Pos. | Equipo               | PJ         | PG         | PE         | PP         | Puntos |
| ---- | -------------------- | ---------- | ---------- | ---------- | ---------- | ------ |
| 1.º  | Universitario (S)    | 16         | 13         | 0          | 3          | 68     |
| 2.º  | Cardenales           | 16         | 13         | 0          | 3          | 65     |
| 3.º  | Universitario (T)    | 16         | 14         | 0          | 2          | 65     |
| 4.º  | Jockey Club (T)      | 15         | 9          | 0          | 6          | 53     |
| 5.º  | Tarcos               | 16         | 10         | 0          | 6          | 51     |
| 6.º  | Tigres               | 16         | 4          | 0          | 12         | 25     |
| 7.º  | Santiago Lawn Tennis | 16         | 3          | 0          | 13         | 18     |
| 8.º  | Old Lions            | 15         | 4          | 0          | 11         | 17     |
| 9.º  | Bajo Hondo           | 16         | 1          | 0          | 15         | 9      |

|  | Clasificados a la fase final |

## Fase Final
|  | Cuartos de final | Cuartos de final    | Cuartos de final  |  |  | Semifinal | Semifinal         | Semifinal |  |  | Final | Final | Final |  |
|  |                  |                     |                   |  |  |           |                   |           |  |  |       |       |       |  |
|  |                  |                     |                   |  |  |           |                   |           |  |  |       |       |       |  |
|  | 1                | Universitario (T)   |                   |  |  |           |                   |           |  |  |       |       |       |  |
|  | 1                | Universitario (T)   |                   |  |  |           |                   |           |  |  |       |       |       |  |
|  | 8                | Huirapuca           |                   |  |  |           |                   |           |  |  |       |       |       |  |
|  | 8                | Huirapuca           | Universitario (T) |  |  |           |                   |           |  |  |       |       |       |  |
|  |                  |                     |                   |  |  |           |                   |           |  |  |       |       |       |  |
|  |                  |                     | Universitario (S) |  |  |           |                   |           |  |  |       |       |       |  |
|  | 5                | Universitario (S)   |                   |  |  |           |                   |           |  |  |       |       |       |  |
|  | 5                | Universitario (S)   |                   |  |  |           |                   |           |  |  |       |       |       |  |
|  | 4                | Natación y Gimnasia |                   |  |  |           |                   |           |  |  |       |       |       |  |
|  | 4                | Natación y Gimnasia |                   |  |  |           | Universitario (T) |           |  |  |       |       |       |  |
|  |                  |                     |                   |  |  |           |                   |           |  |  |       |       |       |  |
|  |                  |                     | Cardenales        |  |  |           |                   |           |  |  |       |       |       |  |
|  | 3                | Tucumán Rugby       |                   |  |  |           |                   |           |  |  |       |       |       |  |
|  | 3                | Tucumán Rugby       |                   |  |  |           |                   |           |  |  |       |       |       |  |
|  | 6                | Cardenales          |                   |  |  |           |                   |           |  |  |       |       |       |  |
|  | 6                | Cardenales          | Cardenales        |  |  |           |                   |           |  |  |       |       |       |  |
|  |                  |                     |                   |  |  |           |                   |           |  |  |       |       |       |  |
|  |                  |                     | Lawn Tennis       |  |  |           |                   |           |  |  |       |       |       |  |
|  | 7                | Jockey Club (T)     |                   |  |  |           |                   |           |  |  |       |       |       |  |
|  | 7                | Jockey Club (T)     |                   |  |  |           |                   |           |  |  |       |       |       |  |
|  | 2                | Lawn Tennis         |                   |  |  |           |                   |           |  |  |       |       |       |  |
|  | 2                | Lawn Tennis         |                   |  |  |           |                   |           |  |  |       |       |       |  |
|  |                  |                     |                   |  |  |           |                   |           |  |  |       |       |       |  |

| Campeón Universitario (T) |
|                           |